# Zuständigkeitsfinder
Zuständigkeitsfinder sind Anwendungen, welche für einen Inhalt und ein Gebiet die verantwortliche Organisation ermitteln. Die Zuständigkeitsfinder definieren dabei anhand der sachlichen und örtlichen Zuständigkeit die Einrichtung. Damit sind Zuständigkeitsfinder eine Art von Wegweiser für Bürger, Unternehmen und Verwaltung. Im Kontext der öffentlichen Verwaltung werden diese Systeme auch als Behördenverzeichnisse, Behördenfinder oder Bürgerservice bezeichnet. Dabei sind Behördenverzeichnisse reine Listen der Behörden, Behördenfinder sind spezialisierte Zuständigkeitsfinder für das Auffinden von Behörden und Bürgerservice stellt die Bereitstellung von Diensten und Informationen für Bürger in den Vordergrund.
Zuständigkeiten helfen bei der Organisation und Strukturierung. Der Zuständigkeitsfinder erlaubt das Abfragen und Navigieren innerhalb dieser Strukturen. Die grundlegende Strukturierung wird dabei in den unterschiedlichsten fachlichen und regionalen Kontexten sowie mit unterschiedlichem Detail- und Qualitätsgrad genutzt.

## Anwendung
Zuständigkeitsfinder werden in verschiedenen Kontexten genutzt. Zumeist sind diese Anwendungen in Portale integriert. Beispiele sind die Serviceportale der Bundesländer und Kommunen. Genutzt werden die Systeme auch im Intranet von Unternehmen als Teil von Informations- und Wissenssystemen. Ebenso lassen sich die Informationen von Zuständigkeitsfindern in Fachanwendungen integrieren.

## Aufbau
Zuständigkeitsfinder bestehen aus Inhalten verschiedenen Detailgrades. Kernelement sind die Organisationen mit ihren Kommunikationskanälen, der Anschrift und den Öffnungszeiten. Zur Strukturierung werden diese aufgeteilt nach der inhaltlichen Verantwortung und Bearbeitung. Die Leistungen repräsentieren das Produkt für die Interessen des Kunden. Die erste Herausforderung stellt somit die Ermittlung der passenden Leistung dar. Für die Verwaltung wurde ein Leistungskatalog (LeiKa) erstellt, welcher die Leistungen im öffentlichen Interesse zusammenfasst. Weitere Differenzierungen können anhand der örtlichen Zuordnung erfolgen. Diese orientiert sich zumeist an den Gebietskörperschaften oder Postleitzahlgebieten. Für die lokale und organisatorische Differenzierung sind weitere Kriterien möglich.
Verschiedene Leistungen und damit zusammenhängende Gebiete und Organisationen können in Lebenslagen zusammengefasst werden. Dies können beispielsweise Hochzeit, Geburt oder Umzug sein. Für Unternehmen bündeln analog Geschäftslagen die Leistungen.
Weitere Komponenten wie beispielsweise Rechtsgrundlagen, Gebühren und elektronische Dienste können in umfangreichen Informationssystemen den Zuständigkeitsfinder ergänzen.

## Technologische Optionen
Für die Zuständigkeitsfinder lassen sich neben der Papier bzw. Buch-basierten Form fünf technologische Optionen ermitteln.
Dazu gehören:
- verzeichnisbasierter Zuständigkeitsfinder,
- Webseiten und CMS-basierter Zuständigkeitsfinder,
- Zuständigkeitssuchmaschine,
- Wiki-basierter Zuständigkeitsfinder und
- der Zuständigkeitsfinder als Vermittlungsdienst.

In der Praxis finden sich alle Varianten und deren Mischformen. Die verschiedenen Ansätze haben Vor- und Nachteile.
Der verzeichnisbasierte Zuständigkeitsfinder hinterlegt langfristig die Informationen in strukturierter Form und verknüpft die Einträge untereinander. Dadurch ergeben sich exakte und strukturierte Auskünfte. CMS-basierte Ansätze stellen den Beschreibungstext in den Vordergrund. Sie ermöglichen eine genaue und flexible Darstellung ohne schnelle und strukturierte Ergebnisse. Zuständigkeitssuchmaschinen nutzen die Inhalte der Verwaltungsportale zum Durchsuchen nach örtlichen und sachlichen Zuständigkeiten. Die Indizierung kann schnell aufgesetzt werden, ist aber in der Ergebnisdarstellung ungenau. Wiki-basierte Technologien ermöglichen eine offene Erstellung der Inhalte von Zuständigkeiten. Dabei fehlt zumeist die Struktur für eindeutige Zuordnungen. Der Vermittlungsdienst arbeitet als Verteiler. Dabei werden anhand von fest definierten Suchkriterien die Anfragen auf das relevante Portal oder den lokalen Zuständigkeitsfinder weiter geleitet. Der Vermittlungsdienst ist damit stark von der Qualität der anderen Systeme abhängig.

## Realisierung
Die Realisierung von modernen Zuständigkeitsfindern ist komplex. Dies betrifft einerseits die Zusammenfassung und Harmonisierung der verschiedenen Informationen und Strukturen inklusive deren Qualität und Belastbarkeit. Andererseits die technische Integration untereinander als auch die Einbindung in verschiedene Fachsysteme und Portale. Im Kontext des E-Government existieren aktuell mehrere Projekte zur Spezifikation der Strukturen, Harmonisierung der Inhalte, Weiterentwicklung der Infrastruktur und Einbindung der Funktionalität für ein One-Stop-Government. Dazu gehören unter anderem die Deutschland-Online Vorhaben Verbund Internetportale / Zuständigkeitsfinder, Föderatives Informationsmanagement, die Behördenrufnummer D115, das Fraunhofer Vorhaben verzeichnisbasierter Zuständigkeitsfinder mit der XÖV-Spezifizierung und das europäische Projekt Simple Procedures Online for Crossborder Services im Rahmen der Pilotierung der EU-Dienstleistungsrichtlinie. Kern der Realisierung ist der Aufbau einer nachhaltigen Infrastruktur von Basisinformationen mit Einbindung in ein umfangreiches Informationssystem sowie die Unterstützung von elektronischen Prozessen und Transaktionen.

## Zuständigkeitsfinder der deutschen Bundesländer und des Bundes
- Behördenwegweiser
- Behördenfinder Deutschland
- Serviceportal Baden-Württemberg
- Behördenwegweiser Bayern
- Verwaltungsführer Berlin
- Behördenverzeichnis Brandenburg
- Behördenwegweiser Bremen
- Behördenfinder Hamburg
- Hessen-Finder
- Verwaltungswegweiser Mecklenburg-Vorpommern
- Bürger- und Unternehmensservice Niedersachsen
- Verwaltungssuchmaschine Nordrhein-Westfalen
- Bürger- und Unternehmensservice Rheinland-Pfalz
- Bürgerdienste-Saar
- Amt24 Sachsen
- Bürger- und Unternehmensservice Sachsen-Anhalt
- Zuständigkeitsfinder Thüringen
- Behördenverzeichnis Bund
- Zuständigkeitsfinder Schleswig-Holstein (ZuFiSH)